# Bitva u Sedanu (1940)
Bitva u Sedanu představuje jedno z válečných střetnutí druhé světové války. Odehrála se během května 1940 v okolí severofrancouzského města Sedanu. Tankovým jednotkám německého XIX. motorizovaného sboru Wehrmachtu se podařilo prorazit liniemi převážně pěších jednotek francouzských 2. a 9. armády a zajistit skupině armád A přechod řeky Mázy. Letadla Advanced Air Striking Force RAF podporovaná i stroji Armée de l'Air tenkrát prováděla nálety na německé pontonové mosty přes řeku Mázu. Celkem se uskutečnilo 109 vzletů a úroveň bojových ztrát dosáhla 44 procent. Čtrnáctý květen vyhlásili Němci pro úspěchy svých pilotů, kteří čelili britským náletům, za Den stíhačů (Tag der Jäger).